# Mont Bégo
Mont Bégo (Italian: Monte Bego) er et bjerg i Mercantourmassivet i De maritime Alper, i det sydlige Frankrig, tæt ved grænsen til Italien. Det har en højde på 2.872 moh. og ligger ved Vallée des Merveilles, (den vidunderlige dal) i Parc national du Mercantour. På Mont Bégo er der i en højde af mellem 2300 og 2500 moh. fundet omkring 37.000 helleristninger fra bronzealderen, med våben, bygninger, kvæg, og menneskefigurer. Det er efter Valcamonica i Italien die deryt størst samlede fundsted for klippebilleder i det sydlige Europa.
Geologisk er Mont Bégo dannet af konglomerater fra permtiden.

## Etymologi
Navnet er en afledning af den forhistoriske Indo-Europæiske rod beg, der betyder "guddommelig"; Det var et helligt område for ligurere ligesom Monte Beigua og Monte Sagro i Itaien.

## Eksterne kilder og henvisninger
- Henry de Lumley, Lucien Clergue: Fascinant Mont Bego. Montagne sacrée de l'âge du Cuivre et de l'âge du Bronze ancien. Edisud, Aix-en-Provence 2002, ISBN 2-7449-0346-9.